# Функције самопоштовања
Самопоштовање се може дефинисати као начин на који појединци вреднују себе. Према Лирију, самопоштовање је однос између нечијег стварног ја и идеалног ја, хранећи се повољним понашањем. Односи се на осећај појединца о њиховој вредности или о мери у којој особа вреднује, одобрава, цени, награђује или воли себе. Самопоштовање се сматра евалуацијском компонентом концепта самога себе, ширим представљањем себе које укључује когнитивне и аспекте понашања, као и евалуацијске или афективне. Постоји неколико различитих предлога у погледу функција самопоштовања. Једна од њих је задовољавање инхерентне потребе осећања доброг у себи, друга је смањење друштвеног одбацивања. Самопоштовање је познато и као начин да особа остане доминантна у односима (Баркоу, 1980). Познато је да самопоштовање штити људе од потенцијалног страха који проистиче из могућности смрти. Помаже у мотивисању људи да постигну своје циљеве, доводи до високог сналажења у ситуацијама, а ниско самопоштовање доводи до избегавања.

## Еволуцијске перспективе

### Социометријска теорија
Социометријску теорију је развио Марк Лири (1999) како би објаснио функције самопоштовања. Лири и његове колеге су изјавиле да је социометријска мера колико је особа пожељна од стране других људи, а на то се често утиче кроз самопоштовање особе. Сугерисали су да је самопоштовање еволуирало како би се надгледало нечије друштвено прихватање и користи се као мерило за избегавање друштвене девалвације и одбацивања. Социометријска теорија је снажно утемељена на еволуцији која сугеришу да опстанак зависи од друштвеног прихватања из разлога као што су заштита, реципрочно понашање и репродукција.
Киркпатрик и Елис (2003) су проширили Лиријев рад и сугерисали да функција социометра није само да осигура да појединац не буде искључен из своје друштвене групе, већ и да оцени њихову снагу у поређењу са другим групама.

### Теорија самоодређења
Теорија самоодређења наводи да се човек рађа са унутрашњом мотивацијом за истраживање, упијање и овладавање својом околином и да се право високо самопоштовање извештава када су основне психолошке потребе живота (сродност, компетенција и аутономија) у равнотежи.

### Етолошка перспектива
Етолошка перспектива (Барков, 1980) сугерише да је самопоштовање адаптација која је еволуирала у сврху одржавања доминације у односима. Наводи да су људска бића развила одређене механизме како би олакшала репродуктивно понашање. Осећај самопоштовања је повезан са друштвеним одобравањем и поштовањем. Из ове перспективе, мотив за позитивно оцењивање себе у еволуцијском смислу је повећање властите релативне доминације (Лири, 1999).
Лири и други (2001) су тестирали идеју доминације и друштвеног прихватања самопоштовања. Доказана је повезаност самопоштовање са степеном осећања прихваћености учесника од стране одређених људи у свом животу, али не и са степеном у којем су учесници мислили да их ти појединци доживљавају као доминантне. Прихватање и доминација имају независне ефекте на самопоштовање.

### Теорија управљања терором
Теорија управљања терором, коју су развили Шелдон Соломон и други (1991), наводи да самопоштовање штити појединце од страха који доживљавају у погледу властите смрти. Предлаже се да људи непрестано траже начине да побољшају своје самопоштовање како би угушили несвесну анксиозност смрти. Ова интернализација културних вредности је кључни фактор у теорији управљања терором у којој се самопоштовање посматра као конструкција заснована на култури изведена из интегрисања специфичних контингенција које друштво вреднује у сопственом погледу на свет. Високо самопоштовање промовише позитивне ефекте и лични раст, психолошко благостање и суочавање као амортизер против анксиозности у сазнању о нашој коначној сигурној смрти и смањује понашање везано за одбрамбену анксиозност. Теорија управљања терором, заснована првенствено на списима Ернеста Бекера (1962, 1971, 1973, 1975) и Ота Ранка (1936, 1941), поставља став да се самопоштовање тражи јер пружа заштиту у страху од смрти. Из ове перспективе, страх од смрти је укорењен у инстинкту за самоодржањем који људи деле са другим врстама.

## Успех
Неки истраживачи верују да високо самопоштовање олакшава постизање циља. Беднар, Велс и Петерсон (1989) су предложили да је самопоштовање облик субјективне повратне информације о адекватности себе. Позитивно је када се појединац добро носи са околностима и негативна када избегава претње. Заузврат, самопоштовање утиче на касније постизање циља, високо повећава суочавање, а ниско доводи до даљег избегавања (Лири, 1999).

### Илузија контроле
Илузија контроле је тенденција да људска бића верују да могу да контролишу или бар утичу на исходе на које очигледно немају утицаја, што је чест начин размишљања код коцкара (Лангер, 1975). Међутим, за појединце који нису коцкари Тејлор и Бровн (1988) сугеришу да то може послужити као функција самопоштовања. Уверење да постоји ниво контроле над ситуацијом у којој се особа налази, може довести до повећаног нивоа мотивације и перформанси на саморегулишући начин. Људи ће се више трудити да постигну успех ако верују да имају контролу над њим. За ово уверење о контроли је потребно високо самопоштовање, па је потреба за осећајем контроле функција самопоштовања.
Примењујући социометријску теорију, сугерише се да је илузија контроле адаптивни одговор како би се понашање саморегулирало према друштвеним нормама и тиме појединцу омогућило повећан ниво самопоштовања. У социјалној психологији, илузија контроле је груписана са два друга концепта и означена као позитивна илузија.